# Amblysellus necopinus
Amblysellus necopinus är en insektsart som beskrevs av Delong och Hamilton 1974. Amblysellus necopinus ingår i släktet Amblysellus och familjen dvärgstritar. Inga underarter finns listade i Catalogue of Life.